# 無担保コール翌日物金利
無担保コール翌日物金利（むたんぽコールよくじつものきんり、英: uncollateralized overnight call rate）、Tokyo Overnight Average rate（TONA rate、無リスク金利として）、無担保コール翌日物レート、無担保コールO/N物レートとは、日本の金融機関が、1年以下のいわゆる短期資金のやり取り（貸借）を行うコール市場において、無担保で借り約定した翌日に返済を行う無担保コール翌日物の金利のことであり、特にその加重平均値を指す。短期金融市場の金利の一つ。1985年7月に無担保コール市場が創設された。
2016年12月28日、LIBOR公表停止に伴う翌日物の無リスク金利として特定された。その場合、TONAと呼称される。

## 日本銀行の誘導目標
日本の金融政策において、それまでは日本銀行が市中銀行へ資金を融通する際の利率である公定歩合が政策金利として重視されたが、1994年10月17日の金利自由化後は銀行の資金調達は短期金融市場を介するものが大半となったため、この金利操作による市場介入が行われるようになり、公定歩合に代わって無担保コール翌日物の金利が日本の政策金利の役割を果たすようになった。2013年4月4日より操作目標は無担保コール翌日物の金利からマネタリーベースに変更された。
なおレートそのものはゼロでは無い場合でも、レートが極端に低い場合は取引を仲介する短資会社へ支払う手数料を差し引くと実質的な金利がほぼゼロとなる（レート自体はゼロにはならない）。

### 誘導目標の推移

1995年～2010年の無担保コール翌日物推移（赤：月平均、桃：誘導目標）

日本銀行の無担保コール翌日物の誘導目標の推移。
- 1998年9月9日 - 0.25%[8]
- 1999年2月15日 - 当初は0.15%、そこから一層の低下を促し0%程度（ゼロ金利政策を開始）[9]
- 2000年8月11日 - 0.25%（ゼロ金利政策一時解除）[9]
- 2001年2月28日 - 0.15%（ゼロ金利政策を再開）
- 2001年3月19日 - 誘導目標はなし。ただし事実上0%程度。量的金融緩和政策を開始。[10]
- 2006年3月9日 - 0%[11]
- 2006年7月14日 - 0.25%（ゼロ金利政策を解除）
- 2007年2月21日 - 0.5%
- 2008年10月31日 - 0.3%[12]
- 2008年12月19日 - 0.1%（ゼロ金利政策を再開。FRBが事実上のゼロ金利政策に踏み切ったことを受けて実施）
- 2010年10月5日 - 0.0～0.1%
- 2013年4月4日 - 誘導目標の廃止。ただし事実上0%程度。日本銀行は操作目標を公開市場操作によるマネタリーベースに変更した。[6]
- 2024年3月19日 - 0.0～0.1%程度[13]
- 2024年8月1日 - 0.25%程度[14]

2016年1月29日～2024年3月19日にマイナス金利付き量的・質的金融緩和（マイナス金利政策）が導入され、無担保コール翌日物の金利はマイナス金利となった。

## 本レートを原商品とする金融商品

### 円翌日物金利スワップ
日本円OIS（翌日物金利スワップ）は、日本銀行が公表する無担保コール O/N 物レート（確報値）を用いる。
また、OISの実取引値および気配値を用いて（ウォーターフォール）算出するターム物金利（TORF、1M、3M、6Mの３種類算出）はポストLIBOR後の参照金利として用いられることとなっている。これはTONAがあくまでも一日限りの取引であり、そこに期間構造が存在しないこと、またTONAを用いた複利金利は先決めにせよ後決めにせよ、実取引上良い性質を持たないことから、OIS取引は現状流動性が乏しいという課題はあるものの、貸出金利や金利デリバティブの参照指標として望ましいとされたためであるが、ISDAでは後決め方式のTONAがLIBORのフォールバックレートとして指定され、日本銀行もデリバティブの参照金利は後決め複利のTONAを第一候補とした。

### SOFR/TONAベーシススワップ
米ドルのSOFRと日本円のTONAのベーシス・スワップ。

### 無担保コールオーバーナイト金利先物（TONA先物）
大阪取引所、東京金融取引所の無担保コールオーバーナイト3ヵ月金利先物は TONA Average 3ヵ月複利を用いる。詳細は金利先物取引を参照。

## TONA複利関連指標
QUICK が以下の指標を公開している。
TONA Averages
TONA を日次複利計算した金利。期間は30日、90日、180日。
TONA Index
2017年6月14日に 100 を TONA に投資した際の資産。

## 参照
1. ↑  What is the uncollateralized overnight call rate? What is the excess and shortage of funds? : 日本銀行 Bank of Japan
2. ↑  Interest Rate Benchmark Reform (Preparedness for the Discontinuation of LIBOR) : 日本銀行 Bank of Japan
3. ↑  無担保コールレート（オーバーナイト物）とは何ですか？　資金過不足とは何ですか？ : 日本銀行 Bank of Japan
4. 1 2  コールレート（月次） - 主要時系列統計データ表 - 日本銀行
5. ↑  日本円のリスク・フリー・レートの 特定に関する報告書 - リスク・フリー・レートに関する勉強会 - 日本銀行
6. 1 2 3  金融市場調節方針の変遷を教えてください。 : 日本銀行 Bank of Japan
7. ↑  日本銀行による追加緩和の行方 ― 金融政策の現状と課題 ― 立法と調査 2019.12 No.418 参議院常任委員会調査室・特別調査室
8. ↑  金融政策決定会合議事要旨（1998年 9月9日開催分） : 日本銀行 Bank of Japan
9. 1 2  “1999年2月12日日銀、ゼロ金利政策決定”. 日本経済新聞. (2015年2月8日)
10. ↑  金融政策決定会合議事要旨（2001年 3月19日開催分） : 日本銀行 Bank of Japan
11. ↑  金融政策決定会合議事要旨 (2006年3月8、9日開催分) : 日本銀行 Bank of Japan
12. ↑  政策委員会 金融政策決定会合 議事要旨 （２００８年１０月３１日開催分） : 日本銀行 Bank of Japan
13. ↑  金融政策の枠組みの見直しについて - 日本銀行
14. ↑  金融市場調節方針の変更および長期国債買入れの減額計画の決定について - 日本銀行
15. ↑  日本円ＯＩＳ（Overnight Index Swap） ─取引の概要と活用事例─
16. ↑  [15] PDFページインデックス7
17. ↑  SOFR/TONA BASIS | TONA関連 | マーケットデータ | 東京短資株式会社
18. ↑  “TONA3か月金利先物”. 日本取引所グループ. 2023年8月18日閲覧。
19. ↑  TONA複利を原資産とする商品の上場について | ＴＦＸからのお知らせ｜株式会社 東京金融取引所
20. 1 2  TONA Averages & TONA Index | QUICK 日本円の無担保コール翌日物金利（TONA）から複利関連指数を算出